# Probolus detritus
Probolus detritus är en stekelart som först beskrevs av Brulle 1846.  Probolus detritus ingår i släktet Probolus och familjen brokparasitsteklar. Inga underarter finns listade i Catalogue of Life.